# Oezbekistan op de Olympische Zomerspelen 2008
Oezbekistan nam deel aan de Olympische Zomerspelen 2008 in Peking, China. Oezbekistan debuteerde op de Zomerspelen in 1996 en deed in 2008 voor de vierde keer mee. Tijdens deze Spelen werd een medaille meer gewonnen ten opzichte van de editie van 2004, maar het aantal goud nam met één af. In later stadium werden een gouden en zilveren medaille ontnomen.

## Medailleoverzicht
| Sport      | Olympiër         | Discipline     | Medaille |
| ---------- | ---------------- | -------------- | -------- |
| Judo       | Abdullo Tangriev | +100kg (m)     | Zilver   |
| Gymnastiek | Anton Fokin      | brug (m)       | Brons    |
| Gymnastiek | Ekaterina Khilko | trampoline (v) | Brons    |
| Judo       | Rishod Sobirov   | -60kg (m)      | Brons    |

Op 26 oktober 2016 raakte Soslan Tigiev zijn zilveren medaille, behaald in het worstelen (vrije stijl, 174 kg) kwijt, op 5 april 2017 volgde de gouden medaille van Artur Taymazov, eveneens behaald in het worstelen (vrije stijl, -120 kg).

## Deelnemers en resultaten

### Atletiek
| Olympiër               | Discipline               | Resultaat | Prestatie |
| ---------------------- | ------------------------ | --------- | --- |
| Oleg Juravlyov         | 200m (m)                 | 60e       | serie 5: 8ste in 22,31 |
| Oleg Normatov          | 110m horden (m)          | 38e       | serie 1: 6de in 14,00 |
| Leonid Andreev         | polsstokhoogspringen (m) | DNF       | kwalificatie groep A: 2de met 5,65m finale: geen geldige poging |
| Bobur Shokirjonov      | speerwerpen (m)          | 33e       | kwalificatie groep A: 18de met 69,54m |
| Pavel Andreev          | tienkamp (m)             | DNF       | 100m: 35ste in 11,47 verspringen: 33ste met 6,62m kogelstoten: 19de met 14,15m hoogspringen: 10de met 1,99m 400m: niet gefinisht                                                                                 |
| Vitaliy Smirnov        | tienkamp (m)             | DNF       | 100m: 36ste in 11,56 verspringen: geen geldige poging kogelstoten: 28ste met 13,51m |
|                        |                          |           | |
| Guzel Khubbieva        | 100m (v)                 | 27e       | serie 3: 3de in 11,44 kwartfinale 4: 7de in 11,49 |
| Guzel Khubbieva        | 100m (v)                 | DNF       | serie 4: 6de in 23,44 kwartfinale 1: niet gestart |
| Anastasiya Juravleva   | hink-stap-springen (v)   | 29e       | kwalificatie groep B: 12de met 13,36m |
| Nadiya Dusanova        | hoogspringen (v)         | 23e       | kwalificatie groep B: 12de met 1,85m |
| Svetlana Radzivil      | hoogspringen (v)         | 15e       | kwalificatie groep A: 6de met 1,89m |
| Anastasiya Svechnikova | speerwerpen (v)          | 36e       | kwalificatie groep A: 17de met 55,31m |
| Yuliya Tarasova        | zevenkamp (v)            | DNF       | 100m horden: 29ste in 14,03 hoogspringen: 26ste met 1,71m kogelstoten: 29ste met 12,60m 200m: 12de in 24,36 verspringen: 27ste met 5,92m speerwerpen: 17de met 43,31m 800m: 32ste in 2.26,19 totaal: 5786 punten |

### Boksen
| Olympiër            | Discipline | Resultaat | Prestatie |
| ------------------- | ---------- | --------- | --- |
| Rafikjon Sultonov   | -48kg (m)  | 17e       | 1ste ronde: V van FRA Oubaali: 7-8                                                                                                  |
| Tulashboy Doniyorov | -51kg (m)  | 9e        | 1ste ronde: W van KEN Trungu: 10-1 2de ronde: V van IND Kumar: 6-13                                                                 |
| Hoorshid Tojibaev   | -54kg (m)  | 9e        | 1ste ronde: W van GER Rahimov: 11-2 2de ronde: V van MRI Julie: 4-16                                                                |
| Bahodirjon Sultonov | -57kg (m)  | 9e        | 1ste ronde: W van IND Lakra: 9-5 2de ronde: V van UKR Lomachenko: 1-13                                                              |
| Dilshod Mahmudov    | -69kg (m)  | 5e        | 1ste ronde: W van MAR Khalsi: 11-3 2de ronde: W van FRA Chiguer: 8-3 kwartfinale: V van KAZ Sarsekbayev: 7-12                       |
| Elshod Rasulov      | -75kg (m)  | 5e        | 1ste ronde: W van FRA Raymond: 8-2 2de ronde: W van ARM Hakobyan: scheidsrechterlijke beslissing kwartfinale: V van CUB Correa: 7-9 |
| Abbos Atoev         | -81kg (m)  | 17e       | 1ste ronde: V van TJK Qurbonov: 3-11                                                                                                |

### Gewichtheffen
| Olympiër            | Discipline | Resultaat | Prestatie                                                    |
| ------------------- | ---------- | --------- | ------------------------------------------------------------ |
| Sherzodjon Yusupov  | -77kg (m)  | 16e       | trekken: 18de met 144kg stoten: 16de met 178kg totaal: 322kg |
| Mansurbek Chashemov | -85kg (m)  | 7e        | trekken: 9de met 165kg stoten: 7de met 202kg totaal: 367kg   |

### Gymnastiek
| Olympiër         | Discipline               | Resultaat  | Prestatie                                                            |
| Trampoline       | Trampoline               | Trampoline | Trampoline                                                           |
| ---------------- | ------------------------ | ---------- | -------------------------------------------------------------------- |
| Ekaterina Khilko | vrouwen                  | Brons      | kwalificatie: 8ste met 63,90 punten finale: 3de met 36,90 punten     |
| Turnen           |                          |            |                                                                      |
| Anton Fokin      | brug (m)                 | Brons      | kwalificatie: 3de met 16,150 punten finale: 3de met 16,200 punten    |
| Anton Fokin      | paard voltige (m)        | 22e        | kwalificatie: 22ste met 14,725 punten                                |
| Anton Fokin      | rekstok (m)              | 65e        | kwalificatie: 65ste met 13,625 punten                                |
| Anton Fokin      | ringen (m)               | 41e        | kwalificatie: 41ste met 14,825 punten                                |
| Anton Fokin      | sprong (m)               | 55e        | kwalificatie: 55ste met 15,625 punten                                |
| Anton Fokin      | vloer (m)                | 58e        | kwalificatie: 58ste met 14,325 punten                                |
| Anton Fokin      | individuele meerkamp (m) | 16e        | kwalificatie: 23ste met 89,275 punten finale: 16de met 89,750 punten |
|                  |                          |            |                                                                      |
| Luiza Galiulina  | balk (v)                 | 53e        | kwalificatie: 53ste met 14,175 punten                                |
| Luiza Galiulina  | brug (v)                 | 53e        | kwalificatie: 70ste met 13,300 punten                                |
| Luiza Galiulina  | sprong (v)               | 81e        | kwalificatie: 81ste met 12,225 punten                                |
| Luiza Galiulina  | vloer (v)                | 80e        | kwalificatie: 80ste met 12,375 punten                                |
| Luiza Galiulina  | individuele meerkamp (v) | 80e        | kwalificatie: 59ste met 52,075 punten                                |

### Judo
| Olympiër         | Discipline | Resultaat | Prestatie |
| ---------------- | ---------- | --------- | --- |
| Rishod Sobirov   | -60kg (m)  | Brons     | 1ste ronde: vrij 2de ronde: W van ALG Rebahi: ippon 3de ronde: W van CZE Petřikov: koka kwartfinale: V van NED Houkes: ippon herkansingen: W van IRI Akhondzadeh: yuko herkansingen 2: W van CAN Will: yuko bronzen finale: W van FRA Dragin: koka                |
| Mirali Sharipov  | -66kg (m)  | 5e        | 1ste ronde: vrij 2de ronde: W van ESP Peñas: ippon 3de ronde: W van ALG Benamadi: koka kwartfinale: V van JPN Uchishiba: ippon herkansingen: W van IRI Miresmaeili: yuko herkansingen 2: W van EGY El Hady: waza-ari bronzen finale: V van PRK Chol-Min: waza-ari |
| Shokir Muminov   | -73kg (m)  | 9e        | 1ste ronde: W van CZE Ježek: ippon 2de ronde: V van KOR Wang: ippon herkansingen: W van KAZ Ibragimov: ippon herkansingen 2: V van BAR Guilheiro: ippon |
| Shokir Muminov   | -90kg (m)  | 15e       | 1ste ronde: W van GBR Gordon: waza-ari 2de ronde: V van AZE Mammadov: waza-ari |
| Utkir Kurbanov   | -100kg (m) | 21e       | 1ste ronde: V van ROU Brata: ippon |
| Abdullo Tangriev | +100kg (m) | Zilver    | 1ste ronde: vrij 2de ronde: W van GER Tölzer: waza-ari 3de ronde: W van POL Wojnarowicz: yuko kwartfinale: W van FRA Riner: koka halve finale: W van CUB Brayson: ippon finale: V van JPN Ishii: yuko                                                             |
|                  |            |           | |
| Zinura Djuraeva  | -52kg (v)  | 19e       | 1ste ronde: V van GER Tarangul: ippon |
| Mariya Shekerova | +78kg (v)  | 18e       | 1ste ronde: V van FRA Mondière: waza-ari |

### Kanovaren
| Olympiër     | Discipline    | Resultaat | Prestatie                                                |
| ------------ | ------------- | --------- | -------------------------------------------------------- |
| Vadim Menkov | C-1 500m (m)  | 13e       | serie 3: 4de in 1.52,793 halve finale 1: 6de in 1.55,610 |
| Vadim Menkov | C-1 1000m (m) | 4e        | serie 2: 1ste in 3.56,793 finale: 4de in 3.54,237        |

### Roeien
| Olympiër          | Discipline | Resultaat | Prestatie                                                                         |
| ----------------- | ---------- | --------- | --------------------------------------------------------------------------------- |
| Ruslan Naurzaliev | skiff (m)  | 26e       | serie 5: 5de in 7.58,43 halve finale E/F: 3de in 7.35,12 finale E: 3de in 7.09,98 |

### Schietsport
| Olympiër          | Discipline                 | Resultaat | Prestatie                                              |
| ----------------- | -------------------------- | --------- | ------------------------------------------------------ |
| Dilshod Mukhtarov | 50m pistool (m)            | 31e       | kwalificatie: 31ste met 549 punten (93-92-90-90-93-91) |
| Dilshod Mukhtarov | 10m luchtpistool (m)       | 15e       | kwalificatie: 15de met 580 punten (94-98-99-99-96-94)  |
|                   |                            |           |                                                        |
| Elena Kuznetsova  | 10m luchtgeweer (v)        | 32e       | kwalificatie: 32ste met 392 punten (98-99-99-97)       |
| Elena Kuznetsova  | 50m geweer 3 houdingen (m) | 30e       | kwalificatie: 30ste met 573 punten (192-191-190)       |

### Taekwondo
| Olympiër          | Discipline | Resultaat | Prestatie |
| ----------------- | ---------- | --------- | --- |
| Dmitriy Kim       | -68kg (m)  | 9e        | voorronde: W van LBA Belgasem: gediskwalificeerd kwartfinale: V van TPE Sung: 2-3                                                                    |
| Akmal Irgashev    | +80kg (m)  | 5e        | voorronde: W van ESP Garcia: 11-10 kwartfinale: V van KOR Cha: 0-2 herkansingen: W van CRC Moitland: 6-5 bronzen finale: V van NGR Chukwumerije: 3-4 |
|                   |            |           | |
| Evgeniya Karimova | +67kg (m)  | 11e       | voorronde: V van MAS Chan: 4-5 |

### Tennis
| Olympiër           | Discipline    | Resultaat | Prestatie                                 |
| ------------------ | ------------- | --------- | ----------------------------------------- |
| Akgul Amanmuradova | enkelspel (v) | 33e       | 1ste ronde: V van ITA Schiavone: 4-6, 2-6 |

### Wielersport
| Olympiër       | Discipline       | Resultaat | Prestatie |
| -------------- | ---------------- | --------- | --------- |
| Sergey Lagutin | wegwedstrijd (m) | 51e       | 6:31.08   |

### Worstelen
| Olympiër         | Discipline  | Resultaat   | Prestatie |
| Vrije stijl      | Vrije stijl | Vrije stijl | Vrije stijl |
| ---------------- | ----------- | ----------- | --- |
| Dilshod Mansurov | -55kg (m)   | 5e          | kwalificatie: W van KAZ Mukhtarbekuly: 3-0 1ste ronde: W van BLR Gadzhiev: 3-1 kwartfinale: V van JPN Matsunaga: 1-3 herkansingen: W van TUR Akgül: 3-0 bronzen finale: V van RUS Kudukhov: 0-3 |
| Soslan Tigiev    | -74kg (m)   | DSQ         | kwalificatie: vrij 1ste ronde: W van ROU Ștefan: 3-0 kwartfinale: W van GRE Bentinidis: 3-0 halve finale: W van BLR Gaidarov: 3-0 finale: V van RUS Saitiev: 1-3                                |
| Zaurbek Sokhiev  | -84kg (m)   | 9e          | kwalificatie: W van KAZ Laliyev: 3-1 1ste ronde: V van RUS Ketoev: 1-3 |
| Kurban Kurbanov  | -96kg (m)   | 7e          | kwalificatie: W van CAN Zilberman: 3-1 1ste ronde: W van HUN Kiss: 3-1 kwartfinale: V van AZE Gazyumov: 0-3                                                                                     |
| Artur Taymazov   | -120kg (m)  | DSQ         | kwalificatie: vrij 1ste ronde: W van AZE Isaev: 3-1 kwartfinale: W van CUB Rodríguez: 3-1 halve finale: W van SVK Musulbes: 3-0 finale: W van RUS Akhmedov: 3-0                                 |
| Grieks-Romeins   |             |             | |
| Ildar Hafizov    | -55kg (m)   | 10e         | kwalificatie: V van RUS Mankiev: 1-3 herkansingen: V van SRB Fris: 1-3 |
| Dilshod Aripov   | -60kg (m)   | 10e         | kwalificatie: W van SRB Štefanek: 3-1 1ste ronde: V van KGZ Tyumenbayev: 1-3 |
| David Saldadze   | -120kg (m)  | 13e         | kwalificatie: V van AZE Botev: 1-3 |

### Zwemmen
| Olympiër        | Discipline          | Resultaat | Prestatie                |
| --------------- | ------------------- | --------- | ------------------------ |
| Petr Romashkin  | 100m vrije slag (m) | 55e       | serie 3: 6de in 51,83    |
| Ibrahim Nazarov | 200m vrije slag (m) | 53e       | serie 2: 6de in 1.56,27  |
| Danil Bugakov   | 100m rugslag (m)    | 39e       | serie 1: 1ste in 56,59   |
| Sergey Pankov   | 200m rugslag (m)    | 38e       | serie 1: 3de in 2.03,51  |
| Ivan Demyanenko | 100m schoolslag (m) | 56e       | serie 3: 8ste in 1.05,14 |
| Danil Bugakov   | 200m wisselslag (m) | 46e       | serie 1: 7de in 2.10,04  |
|                 |                     |           |                          |
| Mariya Bugakova | 50m vrije slag (v)  | 68e       | serie 7: 8ste in 29,73   |
| Irina Shlemova  | 100m vrije slag (v) | 46e       | serie 2: 6de in 58,77    |

Afghanistan · Albanië · Algerije · Amerikaanse Maagdeneilanden · Amerikaans-Samoa · Andorra · Angola · Antigua en Barbuda · Argentinië · Armenië · Aruba · Australië · Azerbeidzjan · Bahama's · Bahrein · Bangladesh · Barbados · België · Belize · Benin · Bermuda · Bhutan · Bolivia · Bosnië en Herzegovina · Botswana · Brazilië · Britse Maagdeneilanden · Bulgarije · Burkina Faso · Burundi · Cambodja · Canada · Centraal-Afrikaanse Republiek · Chili · China · Chinees Taipei · Colombia · Comoren · Congo-Brazzaville · Congo-Kinshasa · Cookeilanden · Costa Rica · Cuba · Cyprus · Denemarken · Djibouti · Dominica · Dominicaanse Republiek · Duitsland · Ecuador · Egypte · El Salvador · Equatoriaal-Guinea · Eritrea · Estland · Ethiopië · Fiji · Filipijnen · Finland · Frankrijk · Gabon · Gambia · Georgië · Ghana · Grenada · Griekenland · Groot-Brittannië · Guam · Guatemala · Guinee · Guinee‑Bissau · Guyana · Haïti · Honduras · Hongarije · Hongkong · Ierland · IJsland · India · Indonesië · Irak · Iran · Israël · Italië · Ivoorkust · Jamaica · Japan · Jemen · Jordanië · Kaaimaneilanden · Kaapverdië · Kameroen · Kazachstan · Kenia · Kirgizië · Kiribati · Koeweit · Kroatië · Laos · Lesotho · Letland · Libanon · Liberia · Libië · Liechtenstein · Litouwen · Luxemburg · Macedonië · Madagaskar · Malawi · Malediven · Maleisië · Mali · Malta · Marshalleilanden · Marokko · Mauritanië · Mauritius · Mexico · Micronesië · Moldavië · Monaco · Mongolië · Montenegro · Mozambique · Myanmar · Namibië · Nauru · Nederland · Nederlandse Antillen · Nepal · Nicaragua · Nieuw-Zeeland · Niger · Nigeria · Noord-Korea · Noorwegen · Oeganda · Oekraïne · Oezbekistan · Oman · Oostenrijk · Oost‑Timor · Pakistan · Palau · Palestina · Panama · Papoea-Nieuw-Guinea · Paraguay · Peru · Polen · Portugal · Puerto Rico · Qatar · Roemenië · Rusland · Rwanda · Saint Kitts en Nevis · Saint Lucia · Saint Vincent en Grenadines · Salomonseilanden · Samoa · San Marino · Sao Tomé en Principe · Saoedi-Arabië · Senegal · Servië · Seychellen · Sierra Leone · Singapore · Slovenië · Slowakije · Soedan · Somalië · Spanje · Sri Lanka · Suriname · Swaziland · Syrië · Tadzjikistan · Tanzania · Thailand · Togo · Tonga · Trinidad en Tobago · Tsjaad · Tsjechië · Tunesië · Turkije · Turkmenistan · Tuvalu · Uruguay · Vanuatu · Venezuela · Verenigde Arabische Emiraten · Verenigde Staten · Vietnam · Wit-Rusland · Zambia · Zimbabwe · Zuid-Afrika · Zuid-Korea · Zweden · Zwitserland
Uitgesloten van deelname: Brunei